# Стефанский, Чеслав Казимирович
Чеслав (Вячеслав) Казимирович Стефанский (род. 9 июня 1889 года, Екатеринослав, Российская империя — 31 марта 1942 года, Москва, СССР) — русский и советский художник-живописец, график, сценограф педагог и организатор музейного дела.

## Биография
Родился 9 июня 1889 года в городе Екатеринославе (Российская империя) в семье железнодорожного служащего.
Учился в Пензенском художественном училище имени Н. Д. Селиверстова под руководством Горюшкина-Сорокопудова Ивана Силыча (1873—1954), увлекался французским импрессионизмом, после окончания учебного заведения работал преподавателем рисования в гимназии.
В 1914 году, призван в армию и воевал на Западном фронте Первой мировой войны.
С 1918 года нёс службу в Красной армии.
С 1918 по 1922 годы — жил в Смоленске, вел работы по учёту и национализации культурных ценностей. В основном описывал и ставил на учёт художественное имущество разграбленных помещичьих усадеб. Среди других «национализаторов» описывал и учитывал собрание живописи Тенишевой Марии Клавдиевны (1858—1928) и библиотеки княгини Святополк-Четвертинской Екатерины Константиновны (?-1942).
В 1918 году участвовал в праздничном оформлении Смоленска к первой годовщине Октябрьской революции.
В 1919 году — начал вести преподавательскую деятельность в изостудии Пролеткульта.
В 1922 году — переехал в Москву.
В 1927 году — вместе с Борисом Фёдоровичем Рыбченковым создал литературно-художественный рукописный альманах «Бедлам».
В 1930 году — вступил в члены группы художников «Тринадцать».
Чеслав (Вячеслав) Казимирович Стефанский умер 31 марта 1942 года в Москве.

## Творческая деятельность
В 1918 и 1919 годах, будучи членом правления Смоленского общества художников, художник принял участие в 1-й и 2-й выставках этого художественного объединения.
В 1919 году экспонировался на «Первой государственной свободной выставке произведений искусства».
В 1931 году на художественной выставке «Группы 13» экспонировал свои работы, которые исполнил во время творческой поездки на Кольский полуостров. Выставка получилась неудачной, всех художников вымазали в «дёгте и перьях» аполитичности и эстетства.